# Hegyek és vizek könyve

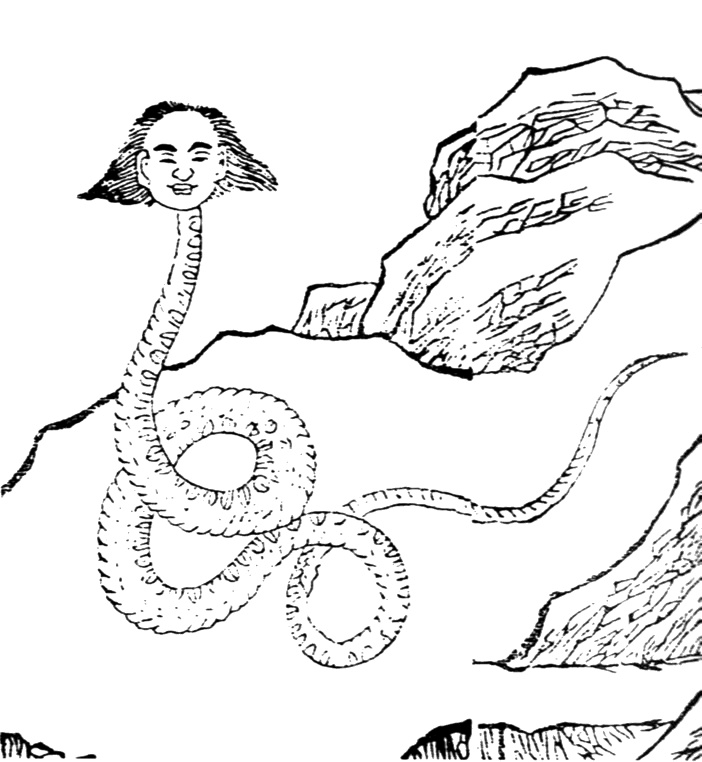
A mű 18. században készült fametszetes illusztrációi közül az egyik, amely emberfejű kígyótestű lényként ábrázolja Nü-vá (Nüwá)t 女媧.

A Hegyek és vizek könyve (klasszikus kínai: 山海經; egyszerűsített kínai: 山海经; pinyin: Shānhǎijīng; magyar népszerű: San-haj-csing; szó szerint: "Hegyek és tengerek könyve" vagy "Hegyek és tengerek kánonja") mitikus geográfiai mű, egyfajta régi kínai bestiárium. Szerzője ismeretlen, bizonyos részei már az i. e. 4. században is létezhettek, de végleges formáját csak a korai Han-korra érte el. A Csin (Qin)-kor előtti Kína mitológiájának jelentős forrása, amely 18 fejezetre osztva, mintegy 31 ezer írásjegy terjedelmű. A műben több mint 550 hegy és 300 folyó leírása olvasható, részletesen bemutatva a különböző vidékek legendás, mitikus állat- és növényvilágát és lakóit.

## Szerzősége

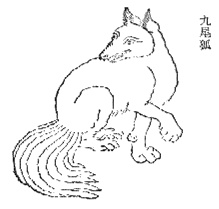
Egy másik illusztráción az úgynevezett "kilencfarkú róka" (csiu-vej-hu (jiuweihu) 九尾狐) látható.

A Hegyek és vizek könyvének szerzősége nem megállapítható. A hagyomány ugyanolyan legendás alakoknak tulajdonítja, mint a Hszia (Xia)-dinasztiát megalapító Nagy Jü (Yu), vagy Po-ji (Boyi) 伯夷. A modern szövegvizsgálatok azonban kimutatták, hogy a mű nem csak, hogy nem egy szerző keze munkája, hanem a Hadakozó fejedelemségek korától egészen a korai Han-dinasztia időszakáig keletkezett szövegek egybeszerkesztéséről van szó.
Az első név szerint ismert kommentátora az a Liu Hsze (Liu Xie) 劉向/刘向 (i. e. 79-8), akinek a nevéhez számos konfuciánus mű összeállítása fűződik. A másik jelentős kommentátora Kuo Pu (Guo Pu) 郭璞 (276–324), aki számos jelentős szerkesztése mellett a híres Temetkezések könyvének szerzőjeként is ismert.

## Áttekintés
A 18 fejezetre osztott, mintegy 31 ezer írásjegyből álló mű szerzője, szerzői nem kevesebbre vállalkoznak, minthogy számba vegyék a korabeli ismert kínaiak által lakott területeken túli vidékek földrajzát, élővilágát és lakóit. Az öt égtáj (dél, nyugat, észak, kelet és közép) hegyvidékeivel kezdődik a mű, melyek leírása egy-egy fejezetben szerepel. Ezt követi a tengereken túli, a tengerek belüli és a nagy vadonok leírása négy-négy égtájra bontva. A katalógus szerűen összeállított, és következetesen ugyanabban a száraz, a tényekre szorítkozó stílusban megírt műben nem kevesebb, mint 550 hegy és 300 folyó leírása olvasható. Természetesen, a tények minden esetben a fantasztikum tárgykörébe sorolandó mesés, legendás, csodás lények, teremtmények bemutatását jelenti. S bár időről-időre akadtak olyanok, akik a műben szereplő egyik-másik vidéket valamely valós helyszínnel próbáltak azonosítani, biztosan állítható, hogy minden valóság alapot nélkülöz. Ennek ellenére, vagy éppen ezért a korai kínai mitológia egyik legjelentősebb és páratlan forrásának számít.

## Szerkezete
Mivel a Hegyek és vizek könyvéből magyar nyelven egyelőre nincs a nagyközönség számára is hozzáférhető és olvasható változat - még részletek formájában sem -, álljon most itt a mű legelső passzusa az eredeti klasszikus kínai nyelven és annak magyar fordítása:

| Fejezet | Kínaiul  | Átírás                                 | Fordítás                                            |
| ------- | -------- | -------------------------------------- | --------------------------------------------------- |
| 1.      | 南山经   | Nan-san csing (Nanshan jing)           | A déli hegyek könyve                                |
| 2.      | 西山经   | Hszi-san csing (Xishan jing)           | A nyugati hegyek könyve                             |
| 3.      | 北山经   | Pej-san csing (Beishan jing)           | Az északi hegyek könyve                             |
| 4.      | 东山经   | Tung-san csing (Dongshan jing)         | A keleti hegyek könyve                              |
| 5.      | 中山经   | Csung-san csing (Zhongshan jing)       | A középső hegyek könyve                             |
| 6.      | 海外南经 | Haj-vaj-nan csing (Haiwainan jing)     | A tengereken túl délre (lévő területek) könyve      |
| 7.      | 海外西经 | Haj-vaj-hszi csing (Haiwaixi jing)     | A tengereken túl nyugatra (lévő területek) könyve   |
| 8.      | 海外北经 | Haj-vaj-pej csing (Haiwaibei jing)     | A tengereken túl északra (lévő területek) könyve    |
| 9.      | 海外东经 | Haj-vaj-tung csing (Haiwaidong jing)   | A tengereken túl keletre (lévő területek) könyve    |
| 10.     | 海內南经 | Haj-nej-nan csing (Haineinan jing)     | A tengereken belül délre (lévő területek) könyve    |
| 11.     | 海內西经 | Haj-nej-hszi csing (Haineixi jing)     | A tengereken belül nyugatra (lévő területek) könyve |
| 12.     | 海內北经 | Haj-nej-pej csing (Haineibei jing)     | A tengereken belül északra (lévő területek) könyve  |
| 13.     | 海內东经 | Haj-nej-tung csing (Haineidong jing)   | A tengereken belül keletre (lévő területek) könyve  |
| 14.     | 大荒东经 | Ta-huang-tung csing (Dahuangdong jing) | A keleti nagy vadon könyve                          |
| 15.     | 大荒南经 | Ta-huang-nan csing (Dahuangnan jing)   | A déli nagy vadon könyve                            |
| 16.     | 大荒西经 | Ta-huang-hszi csing (Dahuangxi jing)   | A nyugati nagy vadon könyve                         |
| 17.     | 大荒北经 | Ta-huang-pej csing (Dahuangbei jing)   | Az északi nagy vadon könyve                         |
| 18.     | 海內经   | Haj-nej csing (Hainei jing)            | A tengereken belül (lévő területek) könyve          |